# Valencia (Nowy Meksyk)
Valencia – jednostka osadnicza w Stanach Zjednoczonych, w stanie Nowy Meksyk, w hrabstwie Valencia.